# Pochyta albimana
Pochyta albimana är en spindelart som beskrevs av Simon 1902. Pochyta albimana ingår i släktet Pochyta och familjen hoppspindlar. Inga underarter finns listade i Catalogue of Life.